# Северный (Свердловская область)
Северный — посёлок в Свердловской области России, административно подчинённый городу Ивделю. Входит в Ивдельский муниципальный округ.
С 1958 по 2004 год имел статус рабочего посёлка (посёлка городского типа).

## Географическое положение
Посёлок Северный расположен на восточном склоне Северного Урала, на реке Тынье (правом притоке Лозьвы). Посёлок находится в 14 километрах от станции Полуночное Свердловской железной дороги.

## Население
| 1959 | 1970 | 1979 | 1989 | 2002 | 2010 |
| ---- | ---- | ---- | ---- | ---- | ---- |
| 2363 | ↘780 | ↘467 | ↘337 | ↘239 | ↘145 |